# Grupa galijska
Grupa galijska – grupa zewnętrznych, nieregularnych księżyców Saturna, poruszających się ruchem prostym (zgodnie z kierunkiem obrotu planety) po orbitach o inklinacji ok. 34°. Nazwy księżyców z tej grupy pochodzą z mitologii celtyckiej, przeważnie galijskiej (chociaż Bebhionn to imię bogini z mitów irlandzkich).

## Charakterystyka grupy

Księżyce nieregularne Saturna; grupy galijska i inuicka są położone powyżej osi i=0

Grupa jest dosyć jednolita, obejmuje satelity o podobnych orbitach i lekko czerwonej barwie. Być może wszystkie pochodzą z rozpadu jednego ciała, ale jest też prawdopodobne, że Erriapus i Tarvos są fragmentami Albioriksa, wybitymi przez uderzenie.
Satelity z grupy galijskiej mają:
- wielkie półosie orbit w zakresie 16,2–18,0 Gm
- mimośród w zakresie 0,469–0,531
- inklinację w zakresie 33,82–35,01°
- do 32 km średnicy

## Księżyce
Do grupy tej należą (w kolejności od Saturna):
- Albioriks
- Bebhionn
- Erriapus
- Tarvos